# ایستگاه راه‌آهن اسکوپیه
ایستگاه راه‌آهن اسکوپیه (انگلیسی: Transportation Center Skopje) ایستگاه مرکزی راه‌آهن در شهر اسکوپیه، مقدونیه شمالی است.
این ایستگاه که در سال ۱۹۴۰ میلادی تاسیس شده به راه‌آهن سراسری کشور مقدونیه متصل است و در کنار آن ایستگاه اصلی اتوبوس‌رانی اسکوپیه نیز قرار دارد.

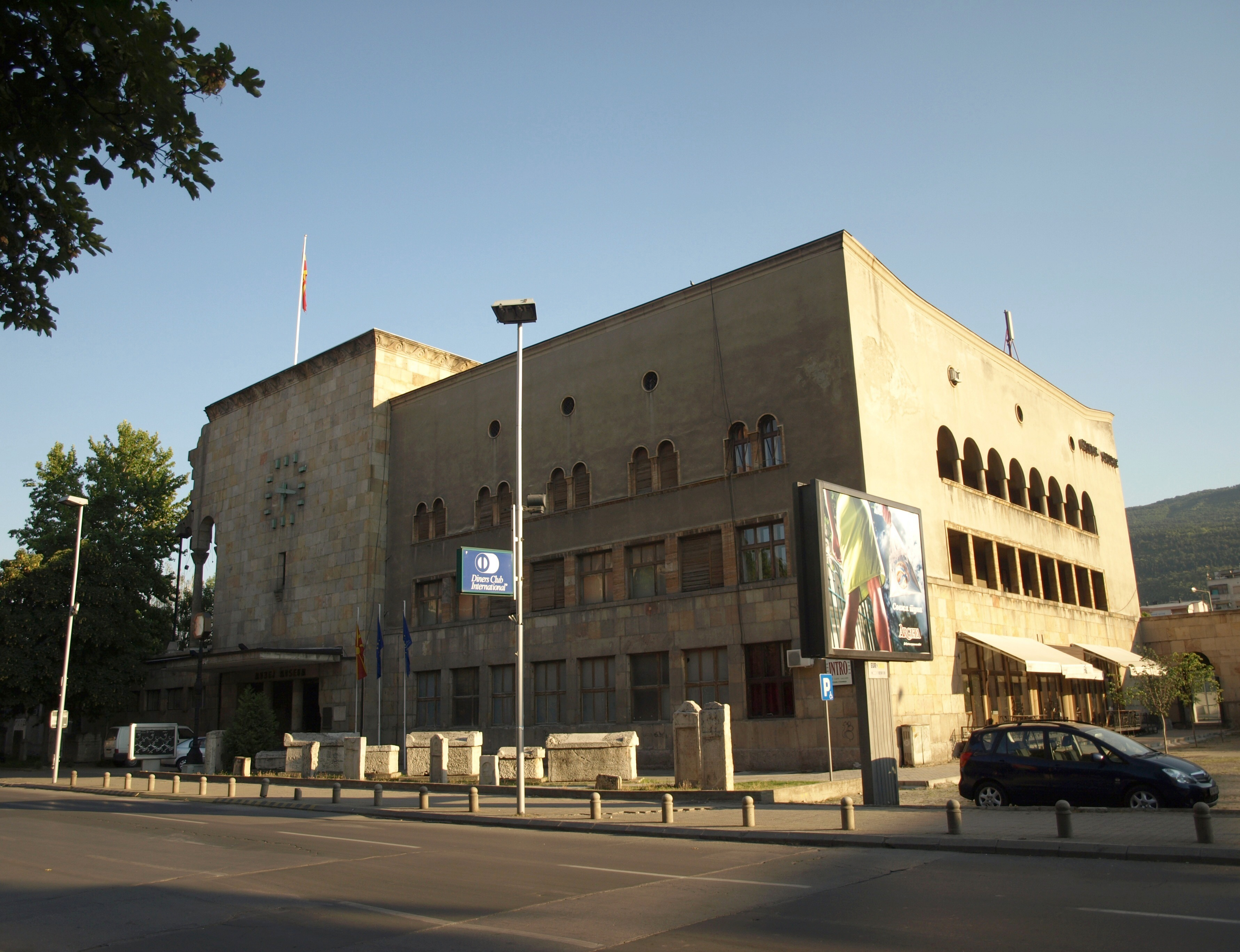
ساختمان قدیمی ایستگاه راه‌آهن اسکوپیه تاسیس شده در ۱۹۴۰، تبدیل شده به موزه

## نگارخانه

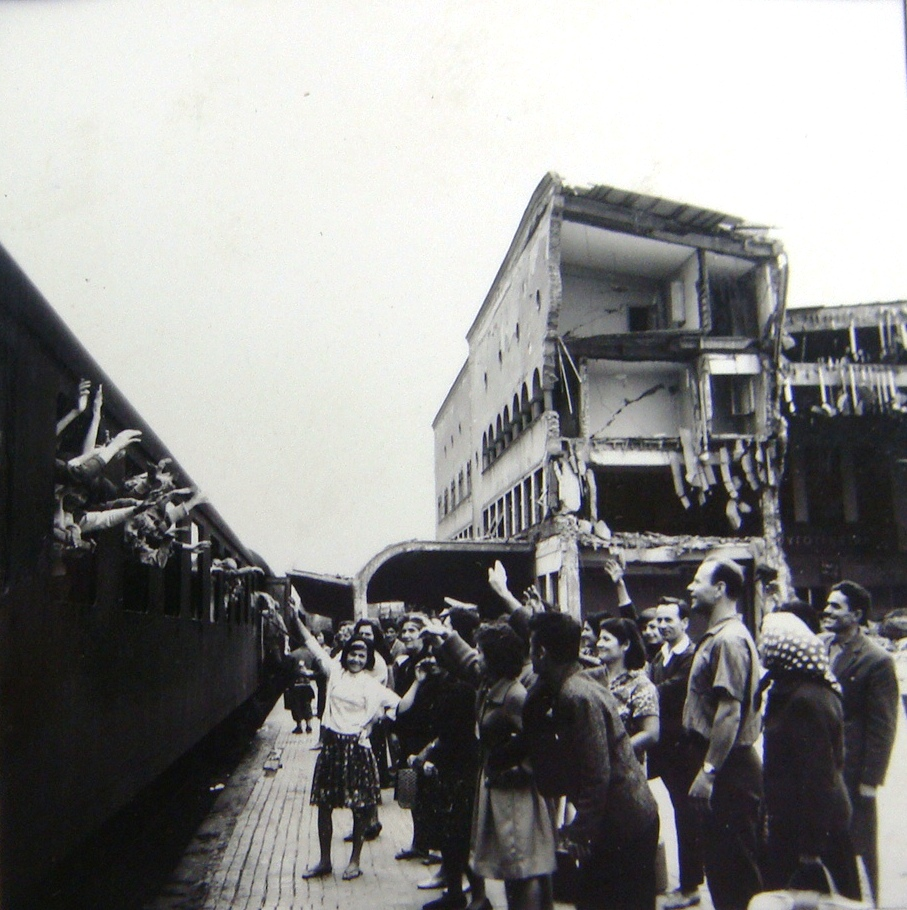
۱۹۶۴
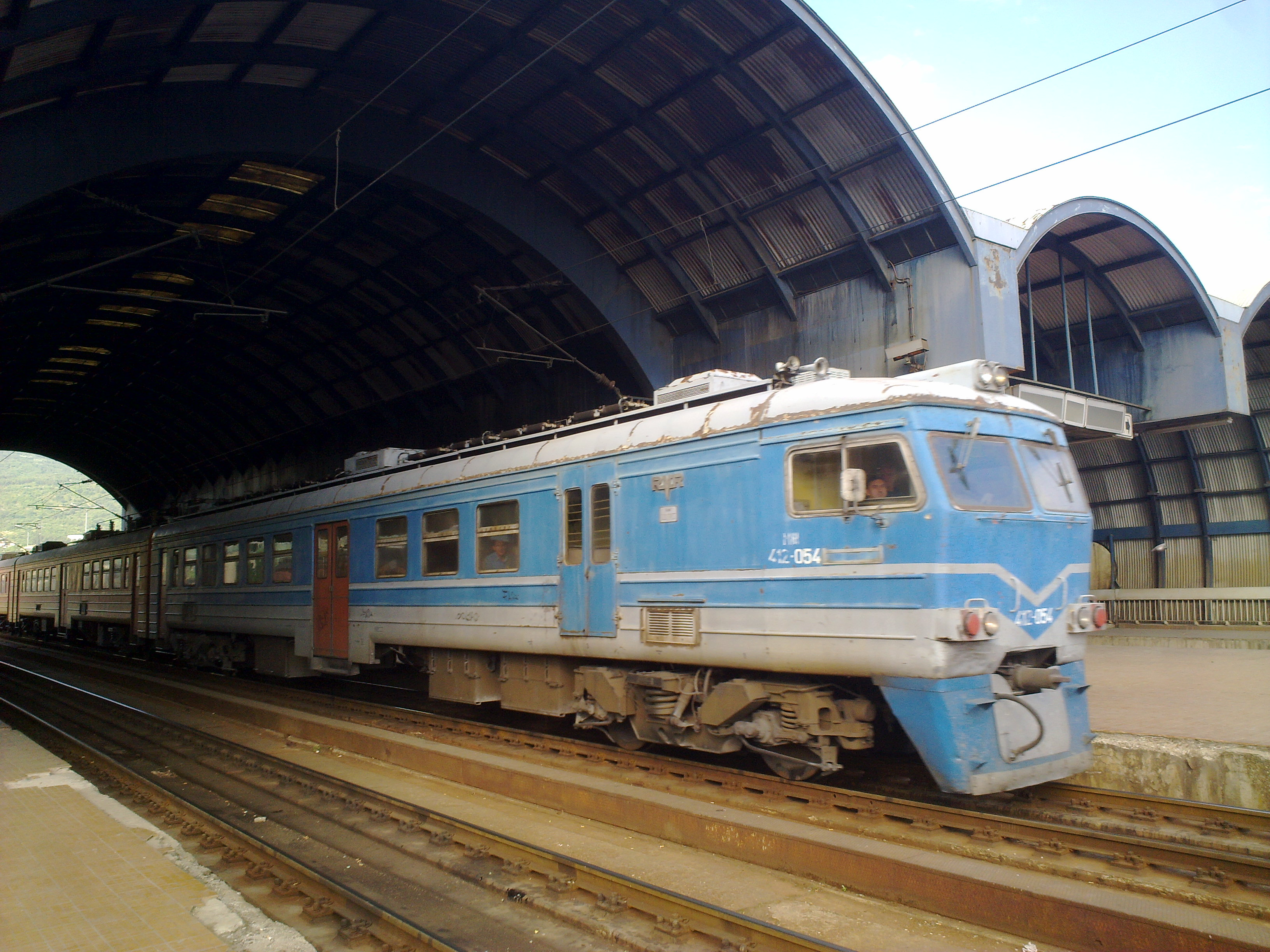
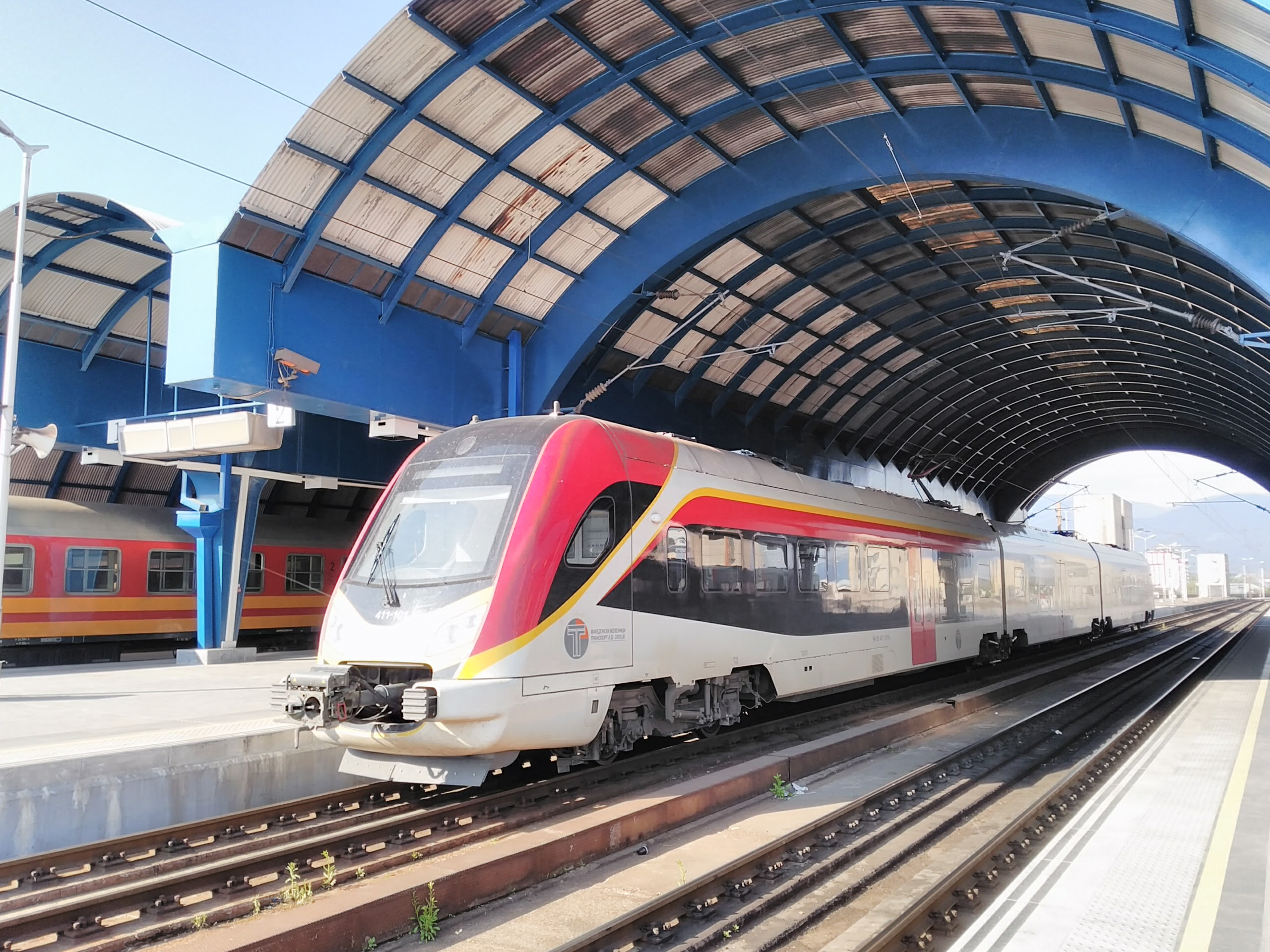
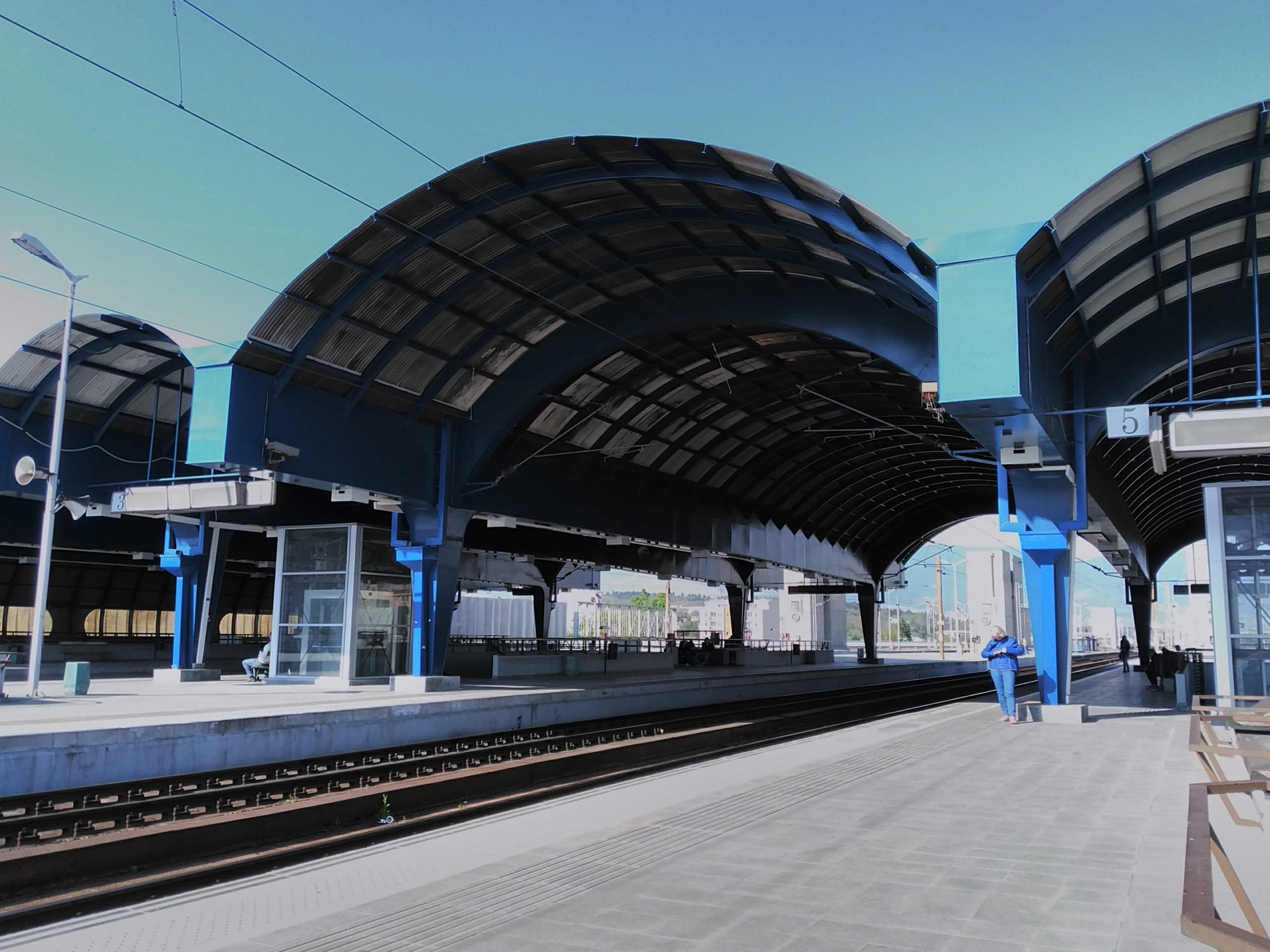